# Xilithus leibo
Espèce
Synonymes
- Otacilia leibo Fu, Zhang & Zhang, 2016

Xilithus leibo est une espèce d'araignées aranéomorphes de la famille des Phrurolithidae.

## Distribution
Cette espèce est endémique du Sichuan en Chine,. Elle se rencontre dans le xian de Leibo.

## Description
Le mâle holotype mesure 3,40 mm et la femelle paratype 4,47 mm.

## Systématique et taxinomie
Cette espèce a été décrite sous le protonyme Otacilia leibo par Fu, Zhang et Zhang en 2016. Elle est placée dans le genre Acrolithus par Liu, Li, Zhang, Ying, Meng, Fei, Li, Xiao et Xu en 2022. Acrolithus Liu & Li, 2022, préoccupé par Acrolithus Freytag & Ma, 1988, a été remplacé par Xilithus par Lin et Li en 2023.

## Étymologie
Son nom d'espèce lui a été donné en référence au lieu de sa découverte, le xian de Leibo.

## Publication originale
- Fu, Zhang & Zhang, 2016 : « New Otacilia species from Southwest China (Araneae: Phrurolithidae). » Zootaxa, no 4107(2), p. 197-221.